# フランシスコ・マロキン

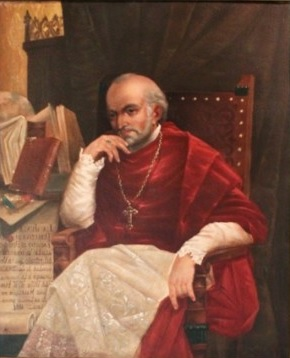
フランシスコ・マロキン

フランシスコ・マロキン・ウルタード（Francisco Marroquín Hurtado、1499年? - 1563年4月18日）はスペインのカトリック教会の聖職者で、初代グアテマラ司教。エンコメンデロによる虐待から先住民を守るための努力を行った。

## 生涯
マロキンの正確な生地や生年は不明だが、1499年にサンタンデール州で生まれたようである。大学で神学と哲学を学んだ。
ウエスカ大学を卒業した後、後に初代メキシコ司教になったフアン・デ・スマラガらとともに1528年にアメリカ大陸に渡った。スマラガやミチョアカン司教になったバスコ・デ・キロガと同様、マロキンも当時の人文主義者であるエラスムスやトマス・モア『ユートピア』の強い影響を受けていた。
1530年ごろ、マロキンは友人のアデランタードであるペドロ・デ・アルバラードに招かれ、アルモロンガ盆地にあった当時のグアテマラの首都サンティアゴ・デ・グアテマラ（今のシウダー・ビエハ）に赴任した。
当時はペドロ・デ・アルバラードに代表される非常に荒っぽいコンキスタドールの時代だった。カール5世やフェリペ2世にあてて書いたマロキンの手紙によれば、彼はスペイン人がアメリカにやって来て荒稼ぎして帰るのではなく、アメリカの地に定着し、土着化することを望んだ。
マロキンは当時行われていたインディオの奴隷化に抗議した。これは1537年の教皇の勅令で奴隷化が禁止される以前のことだった。しかしながらマロキンは現実的な人間でもあり、他の聖職者のようにスペイン人植民者と対立するのではなく、彼らと協力しながら解決案を探った。
マロキンは先住民を理解するためにはスペイン語を押しつけるのではなく彼らの言語を学ぶことが必要だと提案した。自分自身でも先住民の言語を学び、逆に先住民にはスペイン語を教えた。
1534年、教皇パウルス3世の勅令によってグアテマラ初代司教に任命された。1537年にメキシコで司教に叙階された。
ドミニコ会のバルトロメ・デ・ラス・カサスによるベラパス地方の改宗に関してマロキンは最大限の協力と賞賛を行った。
ペドロ・デ・アルバラードの没後、1541年から1542年にかけてマロキンはフランシスコ・デ・ラ・クエバ（ペドロ・デ・アルバラードの義理の弟）とともに臨時にグアテマラを治めた。このときアグア山の火山泥流によってアルモロンガ盆地の首都が破壊されたため、パンチョイ盆地に首都サンティアゴ・デ・グアテマラを遷した（今のアンティグア・グアテマラ）。
ラス・カサスの主張によって「インディアス新法」が公布された1542年から1543年にかけて、グアテマラは非常に混乱した状態に陥った。1543年にラス・カサスがチアパス司教に任命されて以降、両者は対立した。ラス・カサスはマロキンをエンコメンデロと共謀し、またドミニコ会の敵であるペドロ・デ・アルバラードの友人であったとして非難した。
マロキンは教育機関やグアテマラ初の病院を設立した。また教区の最初の大聖堂を設立した。
1548年、マロキンは大学の設立をスペイン王に要請した。これはアメリカ初の大学がリマとメキシコに設立された1551年より前のことだったが、彼の生前に実現することはなかった。グアテマラ初の大学は1676年に設立されたサン・カルロス・デ・グアテマラ大学である。
1563年4月18日に没し、サンティアゴ・デ・グアテマラに埋葬された。

## 栄誉
グアテマラのフランシスコ・マロキン大学(UFM)はマロキンから名を得ている。
アメリカ合衆国の学者を中心にして、グアテマラ先住民の言語を記述し、その使用を促進するフランシスコ・マロキン言語プロジェクト(Proyecto Lingüístico Francisco Marroquín、略称PLFM)が作られた。
100ケツァル紙幣にマロキンの肖像が描かれている。
1965年にグアテマラでマロキンの記念切手が発行された。